# Rally 'Round the Flag, Boys!
Rally 'Round the Flag, Boys! (bra: A Delícia de um Dilema; prt: A Morena Ardente) é um filme estadunidense de 1958, do gênero comédia romântica, dirigida por Leo McCarey, com roteiro de Claude Binyon, George Axelrod e do próprio McCarey baseado no romance homônimo de Max Shulman.

## Elenco
- Paul Newman...Harry Bannerman
- Joanne Woodward...Grace Bannerman
- Joan Collins...Angela Hoffa
- Jack Carson...capitão Hoxie
- Tuesday Weld...Comfort Goodpasture
- Dwayne Hickman...Grady Metcalf
- Gale Gordon...general Thorwald
- Tom Gilson...cabo Opie
- O.Z. Whitehead...Isaac Goodpasture, pai de Comfort
- David Hedison...narrador

## Sinopse
Harry Bannerman trabalha como relações públicas em Nova Iorque e todo dia viaja de trem 80 quilometros até a Nova Inglaterra, para a sua casa na cidade (fictícia) de Putnam's Landing (chamada assim em função de Putnam, o fundador, ter sido escalpelado pelos índios hostis logo ao desembarcar no local). Ele está descontente com os seguidos compromissos sociais de sua esposa Grace, que normalmente já é muito atarefada em função dos dois filhos pequenos do casal. Uma amiga de Harry, a sedutora Angela Hoffa, encontra-se igualmente descontente com as longas ausências de seu marido, que  viaja frequentemente para Hollywood. E resolve assediar amorosamente Harry.
Grace se torna presidente de um novo comitê municipal, formado para impedir que o Exército venha para a cidade com um projeto secreto que preocupa a todos. Ela pede a Harry que vá a Washington tentar convencer o general Thorwald  a desistir. Angela sabe o hotel que Harry ficará na capital americana e vai ao encontro dele. Harry resiste ao assédio mas Grace chega ao hotel e ao ver os dois juntos não acredita no marido e os dois brigam.
Na parte final do filme é revelado o "projeto secreto" do exército, que consiste em construir uma base de lançamentos de foguetes tripulados. E o primeiro teste será com um chipanzé astronauta.